# 斯坦博 (密歇根州)
斯坦博（英語：Stambaugh）是位於美國密歇根州艾昂縣的一個非建制地區。

## 地理
斯坦博所處的海拔為高於海平面498米（即1634英呎），而該地所採用的時區為UTC-6，即北美中部時區（CST）。同時該地設有夏令時間，為UTC-6調快一小時，即UTC-5（CDT）。